# Acque di superficie

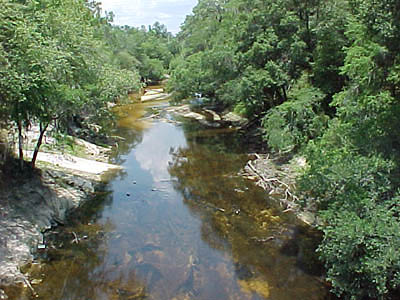
Un corso d'acqua

Le acque di superficie sono quelle acque che si raccolgono sulla superficie della terra, diversamente dalle acque sotterranee e dall'acqua atmosferica.
Fanno parte delle acque di superficie:
- corsi d'acqua,
- laghi,
- zone umide,
- mari e oceani.